# ヤナギムシクイ
ヤナギムシクイ（柳虫食、学名：Phylloscopus trochiloides）は、ムシクイ科に分類される鳥の一種である。

## 分布
ヨーロッパ中部からロシア、中国北西部と中央アジア、南アジアの一部の地域で繁殖し、冬季はインド、ネパール、インドシナ半島等に渡り越冬する。
日本では迷鳥として、石川県舳倉島で確認されたのみである。

## 形態
体長約10-11cm。メボソムシクイと外見は似ているが一回り小型である。雌雄同色。

## 生態
森林や草地に生息する。

## 画像
上がヤナギムシクイ。（左はキイロウタムシクイ、下はメボソムシクイ）